# Антипенки (Кировская область)
Антипенки — деревня в Арбажском районе Кировской области. 

## География
Находится на расстоянии примерно 18 километров по прямой на запад-северо-запад от районного центра поселка Арбаж.

## История
Известна с 1873 года, когда здесь (деревня при речке Лаврянке или Кокоулины) учтено было дворов 5 и жителей 32, в 1905 (уже починок при речке Лавренке или Кокоулины или Антипята) 12 и 89, в 1926 21 и 119, в 1950 16 и 53. В 1989 году проживало 5 жителей. Настоящее название утвердилось с 1939 года. До января 2021 года входила в состав Верхотульского сельского поселения до его упразднения.

## Население
Постоянное население составляло 3 человека (русские 100%) в 2002 году, 3 в 2010.